# جاده ئی۳۷۱ اروپا

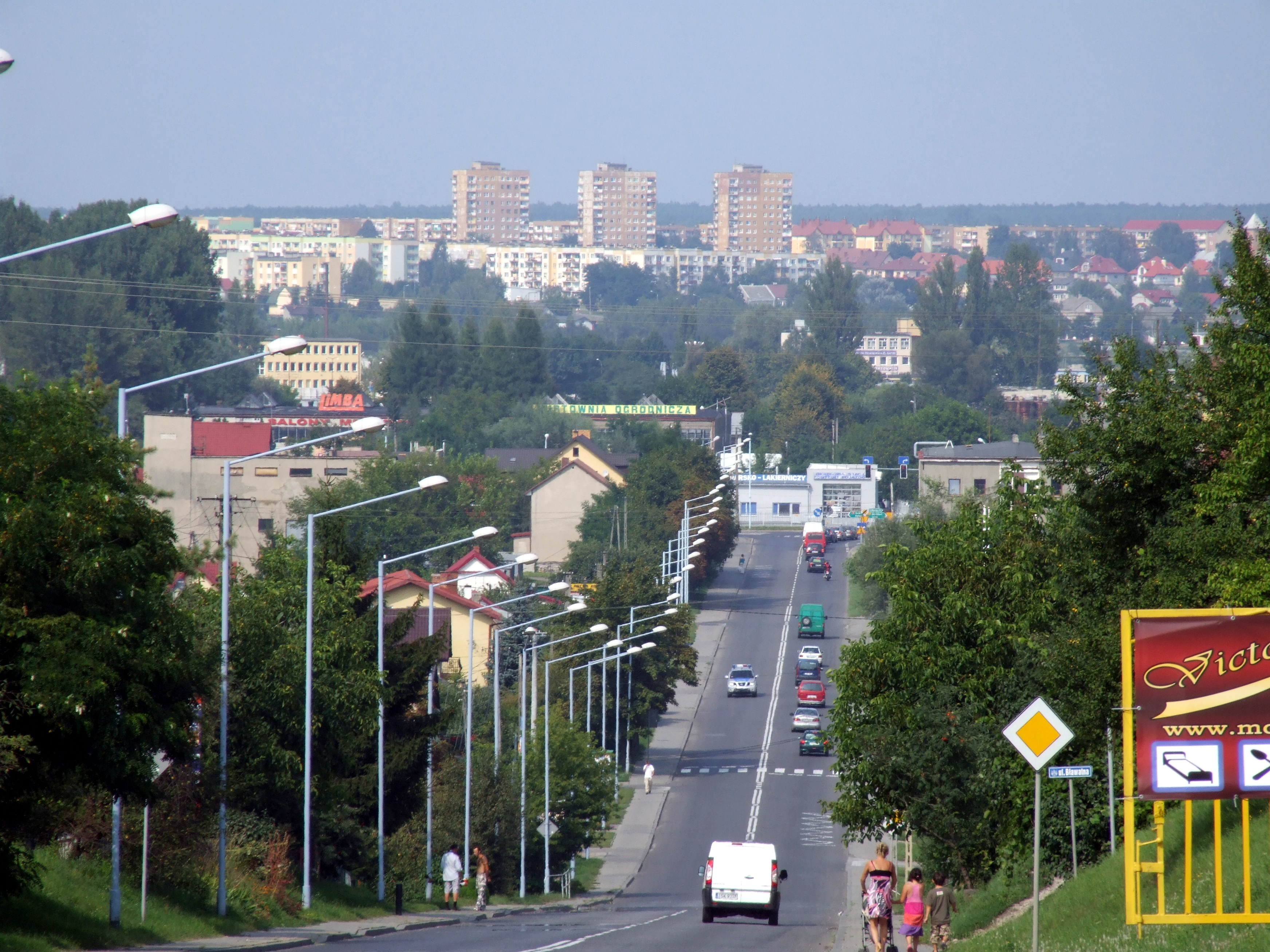

جاده ئی۳۷۱ اروپا (به انگلیسی: European route E371) یکی از جاده‌های درجه ۲ قاره اروپا است.
این جاده از شهر رادوم (لهستان) شروع شده و در شهر پرشوف (اسلواکی) به پایان می‌رسد.